# 연구개 방출 파찰음
연구개 방출 파찰음(軟口蓋放出破擦音)은 자음의 하나로, 연구개에서 조음하는 방출파찰음이다. IPA 기호는 k͡xʼ이다.
듣기: